# Chiasmoneura tripunctata
Chiasmoneura tripunctata är en tvåvingeart som beskrevs av Loïc Matile 1973. Chiasmoneura tripunctata ingår i släktet Chiasmoneura och familjen platthornsmyggor.
Artens utbredningsområde är Kenya. Inga underarter finns listade i Catalogue of Life.